# Liste des lieux historiques nationaux du Canada à l'Île-du-Prince-Édouard
Voici la liste des lieux historiques nationaux du Canada (anglais : National Historic Sites of Canada) situé à l'Île-du-Prince-Édouard. En mars 2011, on compte 22 lieux historiques nationaux à l'Île-du-Prince-Édouard, dont cinq sont administrés par Parcs Canada.
Les noms des sites correspondent à ceux donnés par la commission des lieux et monuments historiques du Canada, qui peuvent être différents de ceux donnés par le milieu local.

## Lieux historiques nationaux
| Lieu                                              | Désignation | Municipalité                                     | Description | Photo |
| ------------------------------------------------- | ----------- | ------------------------------------------------ | --- | ----- |
| Ancien bureau de poste de Summerside              | 1981        | Summerside 46° 23′ 36″ N, 63° 47′ 26″ O          | Édifice ancien, symbole de la présence fédérale au Canada (1883-1887)                                                                          |       |
| Apothecaries Hall                                 | 1969        | Charlottetown 46° 14′ 05″ N, 63° 07′ 41″ O       | Emplacement d'une pharmacie réputée du XIXe siècle; une des pharmacies ayant connu la plus longue période d'activité ininterrompue au Canada   |       |
| Ardgowan                                          | 1966        | Charlottetown 46° 15′ 07″ N, 63° 07′ 35″ O       | Maison habitée par William Henry Pope, père de la Confédération; construite vers 1850                                                          |       |
| Arrondissement historique de la rue Great George  | 1990        | Charlottetown 46° 14′ 02″ N, 63° 07′ 28″ O       | Rue du XIXe siècle associée à la naissance de la Confédération                                                                                 |       |
| Banque des fermiers de Rustico                    | 1959 1970   | Lot 24 46° 25′ 24″ N, 63° 17′ 00″ O              | Une des premières banques de crédit populaire au Canada, 1864                                                                                  |       |
| Basilique catholique St. Dunstan                  | 1990        | Charlottetown 46° 14′ 01″ N, 63° 07′ 31″ O       | Bel exemple du style high victorian gothic de l'apogée victorien, 1897-1907                                                                    |       |
| Cavendish de L.M. Montgomery                      | 2004        | Resort Municipality 46° 29′ 16″ N, 63° 22′ 55″ O | Étroitement associé aux années de formation de Lucy Maud Montgomery et à ses débuts dans la carrière d'écrivain                                |       |
| Centre des arts de la Confédération               | 2003        | Charlottetown 46° 14′ 04″ N, 63° 07′ 36″ O       | Exemple remarquable d'établissement national consacré aux arts de la scène; spécimen de premier ordre de l'architecture «brutaliste» au Canada |       |
| Chapelle All Souls                                | 1990        | Charlottetown 46° 14′ 02″ N, 63° 07′ 58″ O       | Éminente chapelle de style néo-gothique de l'apogée victorien ornée de peintures murales (1888)                                                |       |
| Dalvay-by-the-Sea                                 | 1990        | Grand Tracadie 46° 24′ 53″ N, 63° 04′ 24″ O      | Hôtel de villégiature estivale construit entre 1896-1899; style néo-Queen Anne                                                                 |       |
| Dundas Terrace                                    | 1990        | Charlottetown 46° 13′ 49″ N, 63° 07′ 39″ O       | Immeuble résidentiel de style néo-Queen Anne construit en 1889                                                                                 |       |
| Église unie de Tryon                              | 1990        | Lot 28 46° 14′ 29″ N, 63° 30′ 07″ O              | Bel exemple de style néo-gothique de l'apogée victorien, 1881                                                                                  |       |
| Fairholm                                          | 1992        | Charlottetown 46° 14′ 18″ N, 63° 07′ 38″ O       | Villa Pittoresque; 1839 |       |
| Gare du Prince Edward Island Railway à Kensington | 1976        | Kensington 46° 26′ 16″ N, 63° 38′ 20″ O          | Gare en pierres des champs construite en 1904; architecture Pittoresque                                                                        |       |
| Hôtel de ville de Charlottetown                   | 1984        | Charlottetown 46° 14′ 07″ N, 63° 07′ 47″ O       | Le plus vieil hôtel de ville de l'Île-du-Prince-Édouard; construit en 1888                                                                     |       |
| Hôtel du Gouverneur                               | 1971        | Charlottetown 46° 13′ 52″ N, 63° 08′ 10″ O       | Résidence du représentant du roi; édifice de style néo-classique                                                                               |       |
| Hôtel Shaws (en)                                  | 2003        | Lot 33 46° 25′ 26″ N, 63° 11′ 30″ O              | Exemple rare des établissements touristiques de la première heure au Canada                                                                    |       |
| Jean-Pierre Roma à Trois-Rivières                 | 1933        | Brudenell 46° 10′ 55″ N, 62° 33′ 37″ O           | Emplacement d'un centre de pêche et d'un poste de traite acadiens (1732-1745)                                                                  |       |
| Palais de justice d'Alberton                      | 1981        | Alberton 46° 48′ 45″ N, 64° 04′ 07″ O            | Palais de justice pour la cour de circuit (1877)                                                                                               |       |
| Port-la-Joye–Fort-Amherst                         | 1958        | Afton 46° 12′ 00″ N, 63° 08′ 00″ O               | Le siège du gouvernement de l'île Saint-Jean, d'abord sous le Régime français, ensuite sous le Régime anglais, 1720 à 1768                     |       |
| Province House                                    | 1958        | Charlottetown 46° 14′ 06″ N, 63° 07′ 34″ O       | Édifice de style néo-classique, lieu de signature de l'accord qui mena à l'Acte de l'Amérique du Nord britannique                              |       |
| Strathgartney Homestead                           | 1996        | Bonshaw 46° 12′ 03″ N, 63° 21′ 17″ O             | Rappel du régime foncier qui a dominé la vie politique et sociale de l'île pendant plus d'un siècle                                            |       |